# Rugbi a Montcada
Es practica oficialment el rugbi a Moncada des de la temporada 1970-71 en la lliga de la Comunitat Valenciana, fins al dia de hui.
Actualment existeixen a la ciutat dos clubs: Unió Esportiva Rugbi Montcada (UER)  i Club Rugbi Edetans Montcada (CREM); competint en diverses categories en tots dos sexes: sènior i escoles de huit a díhuit anys.
50 anys d'èxits i moltes penúries…

## Història
L'estiu del 1969, Ángel Alandes i Josep Lluís Olmos eren dos joves que desitjaven un passe gratuït a la piscina del Patronat d'Educació i Cultura (PEC), l'única que n’hi havia a la ciutat. El requisit per aconseguir un pase era pertànyer a un club o equip esportiu, però als esports locals que ja existien els passes estaven copats, per la qual cosa havien de crear un nou equip. N'hi havia de futbol, bàsquet, natació, ciclisme… Àngel i Josep ja coneixien el rugbi, Àngel el jugava a l'escola EPLA de Godella. Van presentar la proposta de rugbi al delegat d'esports del Patronat, José Luis Bonet, i, casualment, el Sr. Bonet era nebot de Baltasar Bonet, president de la Federació Valenciana de Rugbi en aquells temps. A partir d'aquí es van buscar amics i coneguts, i en poc temps es va crear el club de rugbi PEC Moncada.

## Dècada dels 70: Avançar
Dècada difícil, el rugbi no era ben vist per la societat local, es deia que era un esport de bruts; així i tot es va anar avançant i competint en la lliga regional, obtenint bons resultats.
Bon començament en primer partit de lliga, el PEC Moncada guanya 6 a 3 al C.E. Mercantils. La resta de partits es perden tots fins a la huitena jornada que es viatja a Cullera per a guanyar al Club Nàutic amb un ajustat 0 a 3.
En els primers partits, malgrat la inexperiència, l'equip de Moncada destacava en lliurament i placaje.
En 1973 es crea el primer equip juvenil i els primers estatuts del club amb data 29-11-1973.
La resta de la dècada, la tònica va seguir amb victòries i derrotes, amb un equip juvenil que va reforçar el planter per a les següents temporades, després d'algunes fugides de jugadors que destacaven i que marxaven cap a altres equips de la capital.

## Dècada dels 80: Pressió
Es comença la dècada amb l'equip sènior, amb el reforç dels juvenils, amb un equip de cadets i un altre d'infantils, formats l'any anterior.
Dècada important, l'equip sènior en primera divisió regional, l'equip infantil campions en la seua categoria i els cadets, tercers.
Al febrer de 1981, després d'una batussa en un partit contra el CAU, el PEC Moncada és sancionat i es veu obligat a donar-se de baixa com a PEC Moncada. A la següent temporada ha de començar de zero i baixar a segona divisió regional com a equip nou. Canvien de nom a Unió Esportiva Rugbi Montcada (UER) .
L'equip sènior, en baixar de categoria, pren la decisió que cal pressionar per a seguir avançat. Amb la nova motivació i amb un fort impuls, acaba la temporada com a campió de lliga 81-82, amb el consegüent ascens.
El 25 de juny de 1982, assemblea general, nova directiva i nou equip de treball, nou rumb i pujant amb els resultats positius. Al final de la temporada 83-84 l'equip queda campió de lliga del seu grup, la més alta posició aconseguida fins hui: Campió de Lliga de Segona Divisió Nacional. Es presenta a competir la promoció per a pujar a Primera Divisió Nacional. La UER és derrotada a Saragossa contra el Veterinària.
La lliga 84-85, la UER queda subcampiona en el seu grup i participa a la promoció per a l'ascens a Primera Nacional. En el sorteig ens torna a tocar amb el Veterinària de Saragossa en el seu camp. No es passa.
Al finalitzar la temporada 85-86, l’equip es troba sense camp on poder entrenar i jugar. L'Ajuntament va destinar els terrenys per a la construcció de col·legis i el projecte de Poliesportiu Municipal “La Pelosa” encara no estava acabat. Es comença malament la temporada, entrenant al carrer aprofitant espais sense llum i jugant partits en camps cedits per altres equips. El dia 15 de febrer de 1987, partit contra el San Roque; quedant a penes dos minuts de joc el taloner i entrenador, Josep Vicent Ferrer (Pepe), en la formació d'una melé ordenada, pateix una lesió en el coll; informe mèdic: Luxació semi-completa de la cervical C5 sobre la C6, sense possibilitat de moviment de coll cap avall. Va ser el principi cap a un final assegurat. A Moncada, una ciutat no molt gran, la notícia va córrer com la pólvora. Gràcies a la fortalesa de Pepe, es va anar recuperant i als dos mesos va eixir de l'hospital en cadira de rodes, i amb programes de rehabilitació amb el temps es va recuperar parcialment i finalment coixejant va seguir en el club. Una gran proesa, però l'equip i el rugbi en Moncada estava en un pou, amb difícil eixida.
La temporada 87-88 i 88-89 es passa amb dificultat, pràcticament sense jugadors, amb partits amb dotze o tretze en el camp i les escoles perdudes. Així i tot, el club va aguantar. Pepe ja com a President del club, i amb la recuperació d'algun jugador veterà i juvenil.
El juliol del 1989 s'organitza el 20 aniversari del club amb la finalitat d'impulsar novament la il·lusió perduda. Festa i plaques commemoratives als jugadors veterans.
S’accepta la invitació a participar en el Seven de Xàtiva, i la UER arriba a la final aconseguint el trofeu de Plata, immensa alegria que va donar un altre impuls per a continuar als pocs que quedaven.
La temporada 89-90 finalment s’aconsegueix camp propi, ja no cal compartir. El club segueix amb els problemes de falta de jugadors, passa la temporada a empentes i rodolons, com en les dos temporades anteriors.

## Dècada dels 90: Ajuda
La temporada 90-91 el club es troba amb un planter molt ajustat i amb majoria de jugadors veterans. Després d'allò aconseguit en el Seven de l'any passat, l'equip s'apunta a tots els tornejos que s'organitzen (els sevens estaven de moda). Així, motivant a la gent a continuar jugant i lluitant per subsistir, a la lliga se li resta importància. Es viatja a qualsevol ciutat de València i Catalunya, fins i tot a Perpinyà. A Moncada també s'organitzaven tornejos, sevens, triangulars, de 24 hores, etc., etc.
Aprofitant que ja es té camp propi, Pepe continua recuperant-se i decideix entrenar les escoles, i així passen, amb planter d'alevins i infantils, les temporades 91-92 i 92-93, i fins i tot alguns juvenils.
Al febrer de 1993, visita Moncada un club francés: el Club Omnisports Gargenville, equip que habitualment organitza viatges per tot el món per a conèixer altres cultures i jugar a rugbi. Es reben amb els braços oberts i es juga un partit amb el resultat de 12 a 18 a favor dels francesos, el resultat va ser això de menys, l'important va ser el tercer temps: els van fer una paella i van compartir jornada fins a les tantes de la nit, entranyable. S’acorda tornar-los la visita.
Es planteja com aconseguir diners per al viatge, al final s'opta per fer un xiringuito per a festes amb dos propòsits: reunir la gent perduda i recaptar fons per al viatge. Tot un èxit. L'abril del 1994 la UER estava a París, se’ls va rebre amb els braços oberts, es passaren dos dies de viatge i tres dies inoblidables, es va perdre el partit per 34 a 12, però donava igual.
La temporada 93-94 es remodela la directiva per a donar un nou impuls, queden els tercers en la lliga, i en la fase de promoció d'ascens el Moncada aconsegueix guanyar i passar novament a estar en Primera Divisió Territorial, grup Nord de la Comunitat Valenciana.
La següent temporada el club continuava amb el mateix problema: la falta de gent. S'acosta la data per a celebrar el 25 aniversari del club i es decideix enviar una circular a tots els que havien passar pel club per a reforçar-lo, celebrar l'aniversari i crear un equip de veterans. Va ser un èxit parcialment: es va crear l'equip Veterans però hi havia pocs jugadors.
La temporada 95-96 s'inicia amb un equip sènior en Primera, un equip de veterans i mantenint les escoles, però el problema continua amb la insuficiència de jugadors. Es perd motivació, molts deixen d'anar als entrenaments, es juguen partits amb onze jugadors, perdent-se quasi tots. El club toca fons i perilla la seua existència; abans que acabe la temporada l'equip abandona la lliga per falta de jugadors.
Per afrontar la temporada 96-97, el club ha de buscar solucions perquè no es perden els pocs jugadors que queden. Davant la impossibilitat de formar equip, busca altres opcions. Una d'elles és la fusió amb un altre equip. S’acorda fusionar-se amb el San Roque de Benicalap, que es troba quasi en la mateixa situació. La fórmula és la següent: dos equips (A i B), amb nom San Roque-UER Montcada (A, Primera Divisió Provincial) i B, UER Montcada-San Roque (Segona Divisió Provincial), alternant-se els jugadors d'un equip i l'altre segons les circumstàncies. Amb aquesta iniciativa el club aguanta fins a final de lliga amb resultats positius: l'equip B en sisena posició i l'equip A amb l'ascens a Primera Divisió Nacional. La fórmula va durar una temporada més.
En la temporada 98-99 es planteja un nou repte: seguir assoles i començar novament de zero. Se cita de nou a tots els que han passat pel club, es torna a demanar ajuda per a seguir avant, es reforça la directiva i es comença la lliga des de Segona Territorial com UER Montcada. Resultat final: dos temporades més, aguantant.

## Dècada 2000 a Hui: Continuïtat
El club segueix amb l'obstinació de formar escoles, sabent que de tants esforços sempre queda algun fruit. Des de l'inici en 1970 fins ara ha servit per a que l’equip es mantinga amb jugadors de totes les promocions: jugadors de 18 anys amb un veterà de 47. Així i tot, es necessita ajuda. El club San Roque presta jugadors per a iniciar la temporada 2000-01.
L'any anterior i amb vistes al 30 aniversari del club, es planteja fer un llibre recollint la història de l’equip, i des d'ixe moment es posen a treballar en el projecte.
Per a la celebració del trenta aniversari el llibre no es va poder acabar, però en l'acte van estar presents representants de l'Ajuntament, de la Fundació Esportiva Municipal, de la Federació València de Rugbi, jugadors i veterans del Club, amb el corresponent lliurament de plaques commemoratives. Per a les festes Patronals del mateix any 2000 es va realitzar una exposició de trofeus, samarretes, pilotes, botes, aparells curiosos diversos i fotografies dels 30 anys de vida.
Després de més d'un any de treball recollint informació i amb l'ajuda econòmica de l'Ajuntament, finalment s'acaba el llibre titulat 1970-2000, 30 anys fent rugbi, 30 anys de vida[1] escrit per Núria Olmos (filla del veterà Josep Lluís Olmos). S'organitza un acte especial convidant a tots els components del club, presents i passats, així com als grups polítics i municipals de la ciutat, a la Federació Valenciana de Rugbi, a clubs de la comunitat i a simpatitzants. En l'acte, presentat per l’actor José Manuel Casany, es va realitzar una exposició presencial i videogràfica de la nostra història, i després d'un Vi d'Honor es va lliurar un exemplar del llibre a cada assistent.
Quinze anys després del fatal accident de Pepe, pareix que tot està oblidat: el club ha continuat treballant i creixent, amb temporades bones i regulars, però deixant arrere el fantasma de la falta de jugadors.
Passen deu anys amb temporades irregulars però mantenint el club, amb renovacions de directives i creant escoles.
L'any 2013 el club es trenca en dos, part de la gent se n'ix del club i crea un nou equip anomenat: Club Rugbi Edetans Montcada (CREM).
Totes dos formacions s'esforcen a superar la crisi. Amb molta faena i dedicació, segueixen avant, amb la filosofia de créixer, fent escoles i fins i tot amb equips femenins.
La UER, treballant intensament en 2015, aconsegueix pujar a primera Territorial després de 17 anys estant en segona.
Edetans, més precari des dels seus inicis fins a l'actualitat, continua formant-se amb la pretensió de jugar i divertir-se sense moltes més ambicions de moment, creant escoles que no acaben de quallar; però ací estan, fent rugbi a la ciutat de Moncada.
La UER, més ambiciosa, creix amb més força, creant escoles tant de xics com de xiques, escoles de M8, M10, M12, M14, M16, M18, Sènior Femení i Sènior Masculí i fins i tot aportant jugadores a la Selecció Espanyola de Rugbi Femení, "Les Lleones". Al final en la temporada 2017-18 són Campions de Lliga aconseguint ascendir a Primera Divisió d'Honor, grup B. És la posició més alta aconseguida en els seus quasi cinquanta anys de lluita.
Després d'un any de glòria, la temporada següent no aconsegueix mantindre el llistó, però la temporada 2019-2020, trencada pel Coronavirus, es continua lluitant per tornar a la Divisió d'Honor.
[1] Nuria Olmos Fontestad (2001), 30 Anys Fent Rugby, 30 Anys De Vida. Moncada: UER